# Apagón en Italia de 2003
El apagón de Italia de 2003 fue un grave corte de electricidad que afectó a toda la península itálica durante 12 horas el 28 de septiembre de 2003, al igual que a parte de Suiza, cerca de Ginebra, durante 3 horas. Fue el mayor apagón de una serie de apagones de 2003 que afectó a unos 56 millones de personas.